# Joe Flanigan
Joe Flanigan (n. 5 ianuarie 1967, Los Angeles, California) este un actor american de televiziune cel mai cunoscut pentru interpretarea Colonelului John Sheppard din Stargate Atlantis.

## Filmografie
| An   | Titlu                                                | Rol                          | Note                                                     |
| ---- | ---------------------------------------------------- | ---------------------------- | -------------------------------------------------------- |
| 1994 | Surgical Strike                                      | Reed                         | joc FMV                                                  |
| 1994 | Danielle Steels Family Album                         | Lionel Thayer                |                                                          |
| 1995 | Deadline for Murder: From the Files of Edna Buchanan | Scott Cameron                |                                                          |
| 1995 | A Reason to Believe                                  | Eric Sayles                  |                                                          |
| 1995 | Sisters                                              | Brian Cordovas               | 1995-1996                                                |
| 1997 | The First to Go                                      | Peter Cole                   |                                                          |
| 1997 | Tell Me No Secrets                                   | Adam Stiles                  |                                                          |
| 1997 | Murphy Brown                                         | Scott Hamon                  | Episodul 10.8 "From Here to Jerusalem"                   |
| 1998 | Man Made                                             | Tom Trey Palmer              |                                                          |
| 1998 | Dawson's Creek                                       | Vince                        | Episodul 2.4 "Tamara's Return" și 2.5 "Full Moon Rising" |
| 1998 | Cupid                                                | Alex DeMouy                  | Episodul 1.6 - 1.9                                       |
| 1999 | The Force                                            |                              |                                                          |
| 1999 | The Other Sister                                     | Jeff Reed                    |                                                          |
| 1999 | Providence                                           | Dr. David Marcus             | Episodul 1.8 - 1.11                                      |
| 2000 | Sherman's March                                      | Pete Sherman                 |                                                          |
| 2000 | Profiler                                             | Dr. Tom Arquette             | Episodul 4.12 - 4.15                                     |
| 2002 | First Monday                                         | Julian Lodge                 |                                                          |
| 2002 | Farewell to Harry                                    | Nick Sennet                  |                                                          |
| 2002 | Birds of Prey                                        | Detective Claude Morton      | Episodul 1.3 "Prey for the Hunter"                       |
| 2002 | Judging Amy                                          | Tobin Hayes                  | Episodul 4.7 "Damage Control"                            |
| 2003 | 111 Gramercy Park                                    | Jack Philips                 |                                                          |
| 2003 | Tru Calling                                          | Andrew Webb                  | Episodul 1.3 "Brother's Keeper"                          |
| 2003 | Thoughtcrimes                                        | NSA Agent Brendan Dean       |                                                          |
| 2004 | CSI: Miami                                           | Mike Sheridan                | Episodul 2.14 "Slow Burn"                                |
| 2004 | Stargate Atlantis                                    | Major/Lt. Col. John Sheppard | (2004-2009)                                              |
| 2005 | Silent Men                                           | Regis                        |                                                          |
| 2006 | Stargate SG-1                                        | Lt. Col. John Sheppard       | Episodul 10.3 "The Pegasus Project"                      |
| 2007 | Women's Murder Club                                  | FBI Agent John Ash           |                                                          |
| 2009 | Warehouse 13                                         | Jeffrey Weaver               | Episodul 1.6 "Elements"                                  |
| 2012 | 6 Bullets                                            | Andrew Fayden                |                                                          |
| 2012 | Cronicile Heavy Metal                                | Hondo                        | Episodul 1.5. "Master of Destiny"                        |